# 산드라 에체베리아
산드라 에체베리아(Sandra Echeverría, 1984년 12월 11일 ~ )는 멕시코의 배우, 가수이다.

## 출연 작품
- 알바레즈 형제: 마약왕을 제거하라 (2012)
- 파괴자들 (2012)
- 스니치 : 마약과의전쟁 (2011)
- 낮의 시민, 밤의 시민 (2010)
- 기억메신저 2033 (2009)
- 프리 스타일 (2008)
- 오클리 세븐 (2006)